# Giovanni Antonio Scopoli
Giovanni Antonio Scopoli [skópoli], tirolski zdravnik in naravoslovec, * 3. junij 1723, Cavalese, Val di Fiemme, Habsburška monarhija, † 8. maj 1788, Pavia (danes Italija).

## Življenjepis
Rodil se je leta 1723 v Cavaleseju na Južnem Tirolskem. Študiral je na Dunaju in v Innsbrucku. Državni izpit za samostojno opravljanje zdravniškega poklica je opravil leta 1753 pri Gerardu van Swietnu na Dunaju, od koder je bil poslan v Idrijo, ki do takrat še ni imela stalnega zdravnika. 
V Idriji je kot rudniški zdravnik delal med letoma 1754 in 1769 . Tu je utemeljil šolanje za pridobitev metalurške in kemijske izobrazbe. V začetkih 60. let 18.stoletja je bil v Julijskih Alpah in kot je sam navedel - je spoznal njihov bohinjski del, od planine Konjščice do vznožja Triglava nad Velim poljem, in tudi Porezen na Tolminskem. Iz teh krajev je botaničnemu svetu prvi predstavil resasto popkoreso (Moehringia ciliata), bohinjski repnjak (Arabis vochinensis), rožnordeči dežen (Heracleum austricum subs. siifolium) in druge. Po njem se imenuje Scopolia carniolica oziroma kranjski volčič. Leta 1760 je izdal knjigo Flora carniolica, prvo znanstveno delo o naravi v Sloveniji, v kateri je opisal okoli 1.100 rastlinskih vrst s severozahodnega dela Slovenije. O tem je Scopoli obvestil von Linnéja v pismu 1. septembra 1760. Od korespondence med Scopolijem in švedskim naravoslovcem Carlom von Linnéjem je ohranjenih 30 pisem, od tega 17 Scopolijevih in 13 Linejevih. Napisana so bila med letoma 1760 in 1775 v latinščini.
Skupaj je objavil 21 knjig. V knjigi Entomologia Carniolica je prvi sporočil svetu, da se čebelja matica oplodi s troti izven panja. Postal je član številnih uglednih znanstvenih ustanov. V Idriji je živel 15 let, v Banski Štiavnici na današnjem Slovaškem pa je bil predavatelj na metalurški akademiji. Umrl je 8. maja 1788 v Pavii, kjer je preživel zadnjih 12 let kot profesor kemije in botanike na univerzi.

## Dela
- De Hydrargyro Idriensi (1761) - O idrijskem živem srebru, v kateri je opisal poklicne bolezni rudarjev in posledice zastrupitve z živim srebrom.
- Flora carniolica (1760) - Kranjska flora, ki velja za temelj slovenske floristike in začetek registracije slovenskih rastlinskih taksonov.
- Entomologia Carniolica (1763) -  Kranjska entomologija, prva monografija o žuželkah in drugih členonožcih, ki jih je našel na slovenskem ozemlju vse do Trsta.
- Annus historico-naturalis (1769-72) - vkjučuje opise novo odkritih vrst ptic
- Deliciae Flora et Fauna Insubricae (1786-88) - To je zadnje delo, ki ga je napisal; v to delo je vključil tudi znanstvena imena ptic in sesalcev, ki jih je francoski naravoslovec in popotnik Pierre Sonnerat navedel v zapisih o potovanjih v jugovzhodno Azijo.